# George R. Dennis

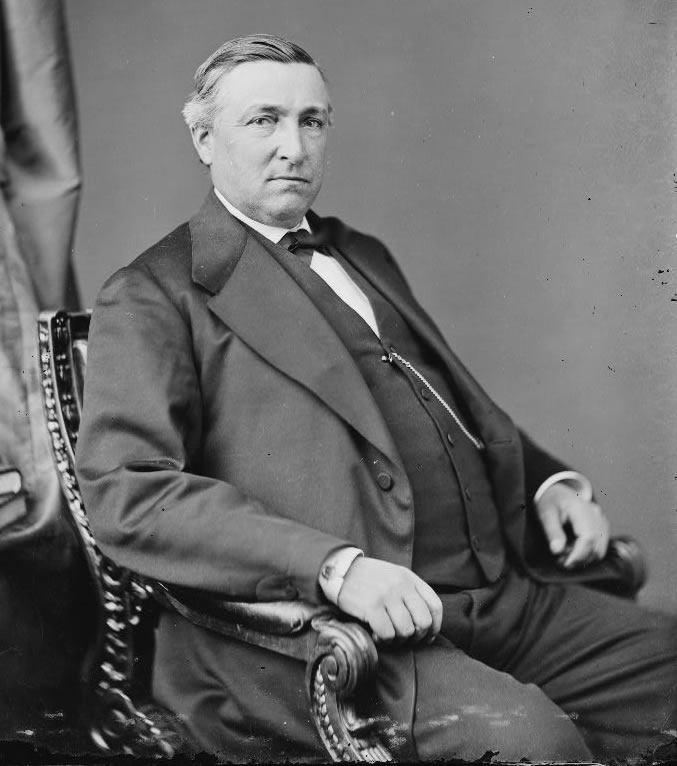
George R. Dennis

George Robertson Dennis, född 8 april 1822 i Wicomico County, Maryland, död 13 augusti 1882 i Somerset County, Maryland, var en amerikansk demokratisk politiker. Han representerade delstaten Maryland i USA:s senat 1873-1879.
Dennis studerade vid University of Virginia. Han fortsatte sedan med studier i medicin vid University of Pennsylvania. Han arbetade som läkare och som jordbrukare i Maryland.
Dennis efterträdde 1873 George Vickers som senator för Maryland. Han efterträddes 1879 av James Black Groome.
Dennis var anglikan. Han gravsattes på Saint Andrews Episcopal Church Cemetery i Princess Anne.